# Mähringen (Ulm)

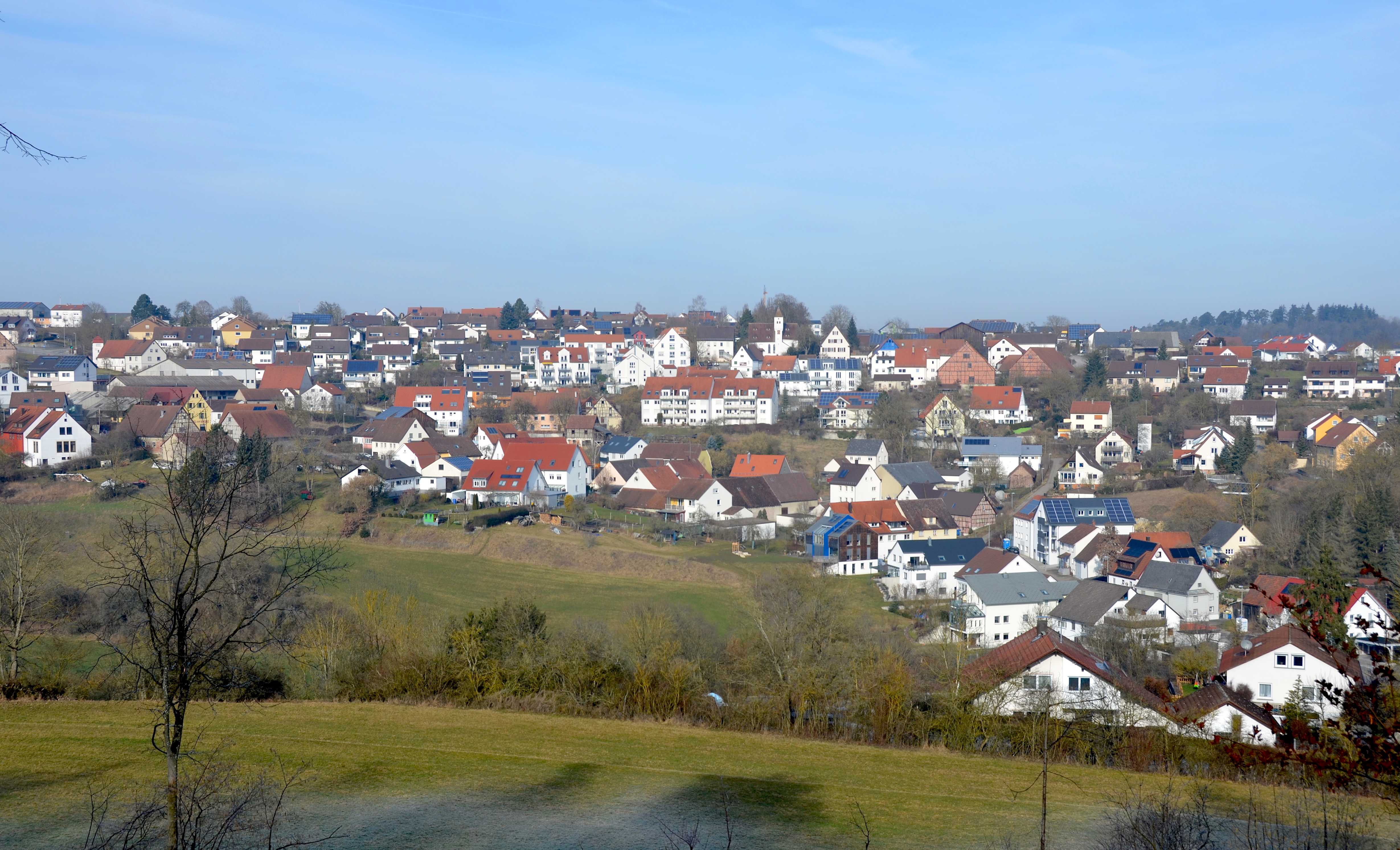
Mähringen von Süd-Osten

Mähringen ist ein Stadtteil von Ulm im Nordwesten der Stadt. Ulm selbst liegt im Osten von Baden-Württemberg an der Donau.

## Geographie

### Nachbargemeinden
Im Norden grenzt Mähringen an Dornstadt und dessen Stadtteil Bollingen, im Osten an den Ulmer Stadtteil Lehr, im Westen und Südwesten an Blaustein und im Süden sieht man von Mähringen aus zur Universität Ulm mit Science Park auf dem Eselsberg.

## Geschichte
Mähringen wurde erstmals 1272 als „Moringen“ urkundlich erwähnt. Vor dem Hochmittelalter hatte das Kloster Reichenau die Herrschaftsrechte inne. Bis ins Spätmittelalter wurde die Siedlung von verschiedenen lokalen Adelsfamilien regiert. Nachdem das Kloster Reichenau im Jahre 1446 die Herrschaftsrechte an die Reichsstadt Ulm verkauft hatte, übte diese die Oberhoheit und Hochgerichtsbarkeit. Später wurde Mähringen Teil des Amts Bermaringen. Am 1. Februar 1972 wurde Mähringen durch Eingemeindung zu einem Stadtteil von Ulm.

### Einwohnerentwicklung
| Jahr | Einwohner |
| ---- | --------- |
| 1632 | 100       |
| 1796 | 175       |
| 1821 | 212       |
| 1846 | 264       |
| 1875 | 299       |
| 1933 | 332       |
| 1939 | 326       |
| 1950 | 499       |

| Jahr | Einwohner |
| ---- | --------- |
| 1961 | 643       |
| 1970 | 726       |
| 1972 | 643       |
| 1988 | 1014      |
| 2005 | 1100      |
| 2007 | 1149      |
| 2015 | 1314      |

## Politik

### Ortschaftsrat
Wie alle Stadtteile, die ab 1971 eingemeindet wurden, hat auch Mähringen einen Ortschaftsrat. Mähringen und Lehr haben einen gemeinsamen hauptamtlichen Ortsvorsteher. Das Gremium hat Beraterfunktion im Gesamtstadtrat zu den Stadtteil betreffenden Angelegenheiten. Endgültige Beschlüsse werden jedoch vom Stadtrat der Gesamtstadt Ulm getroffen.

### Wappen
Das ehemalige Ortswappen zeigt in Grün auf goldenem Dreiberg sechs goldene Gerstenähren.

## Vereine
- Gesangverein Mähringen: Der Gesangverein Mähringen e. V. wurde 1919 als Männerchor gegründet und ist seit 1930 ein gemischter Chor. 1978 kam der Kinderchor dazu. Dieser wurde im Jahr 2001 jedoch wieder aufgelöst. Erst seit 2013 gibt es wieder einen neuen Kinderchor, der unter dem Namen „Chorällchen“ (angelehnt an den Sängerkreis Choralle, der in den frühen 2000ern mit dem gemischten Chor fusionierte) weiterläuft.[5] Auch gibt es einen Jugendchor mit dem Namen „A-Team“ (Name stammt von den Gründungsmitgliedern da alle Mitglieder den Buchstaben „A“ im Namen hatten), welcher im Jahr 2014 aus dem Kinderchor „Chorällchen“ hervorgegangen ist.[6]
- Posaunenchor „Ulmer Alb“: Der Posaunenchor wurde für die evangelische Kirchengemeinde Mähringen, Lehr, Bollingen 1978 gegründet
- Schwäbischer Albverein Ortsgruppe Mähringen: Die Ortsgruppe Mähringen im Schwäbischen Albverein wurde 1954 gegründet und zählt heute rund 125 Mitglieder. Der Verein hat sich den Schutz von Pflanzen, Tieren und Landschaft zur Aufgabe gemacht.
- Sportverein Mähringen: Der Sportverein Mähringen e. V. wurde 1975 gegründet und hat heute rund 550 Mitglieder. Die Abteilungen des Sportvereins sind: Fußball, Tischtennis, Frauen- und Kinderturnen, Breitensport und Tennis.

## Freiwillige Feuerwehr
Die Freiwillige Feuerwehr in Mähringen ist die siebte Abteilung der Feuerwehr Ulm. In Mähringen gibt es eine Jugendfeuerwehr mit 14 Mitgliedern, eine Einsatzabteilung mit einer Stärke von 25 Männern und Frauen und eine Altersabteilung. Im Feuerwehrhaus der Abteilung sind zwei Einsatzfahrzeuge stationiert. Ein Löschgruppenfahrzeug und ein Mannschaftstransportfahrzeug.

## Kultur und Sehenswürdigkeiten

### Heimatmuseum
Das Heimatmuseum in Mähringen wurde 1978 vom Schwäbischen Albverein eröffnet. Im Museum sind landwirtschaftliche Geräte, Möbel und weitere Geräte zu sehen, die „unsere Großeltern und Urgroßeltern benutzt haben“.

### Die Kirche in Mähringen

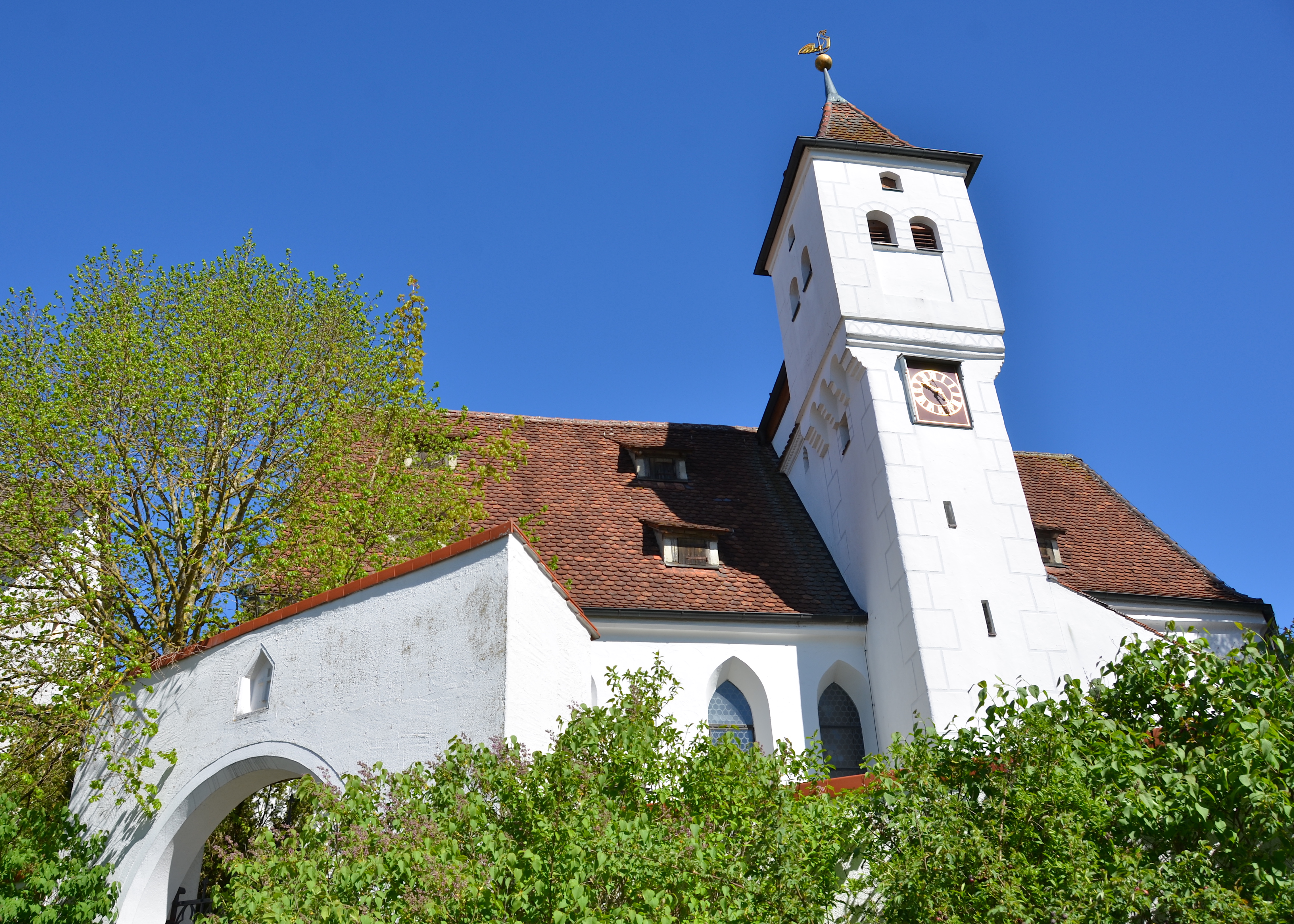
Ev. Pfarrkirche St. Maria, Peter und Paul

Die evangelische Pfarrkirche St. Maria Peter und Paulus
- 1356 wurde eine Kapelle erstmals erwähnt
- 1497 wurde die Kirche neu erbaut
- 1631 brannte die Kirche im Dreißigjährigen Krieg ab
- 1638 wurde der Wiederaufbau der Kirche fertiggestellt

### Regelmäßige Veranstaltungen
- Funkenfeuer des Schwäbischen Albvereins und der Freiwilligen Feuerwehr Mähringen
- Maibaumstellen der Freiwilligen Feuerwehr Mähringen
- Vatertagshock der Freiwilligen Feuerwehr Mähringen
- Garten- und Kinderfest des Mähringer Gesangvereins
- Sommerfest des Mähringer Sportvereins
- Christbaumsingen des Mähringer Gesangvereins
- Die „Serenade“ des Mähringer Gesangvereins
- Kindermusical des Kinderchors Chorällchen

### Naturdenkmäler und Geotope
- Aufgelassener Steinbruch Steigäcker-Blattegert, Erdzeitalter Jura, Geotop-ID ND8421002
- Aufgelassener Steinbruch Eichhalde, Erdzeitalter Jura, Geotop-ID 8421001

## Verkehr
Östlich von Mähringen verläuft die Schnellfahrstrecke Wendlingen–Ulm im Albabstiegstunnel.